# Tswa-Ronga (S.50) jezici
Tswa-Ronga (S.50) jezici podskupina od (3) nigersko-kongoanska jezika iz Mozambika i Južnoafričke Republike. Tswa-Ronga jezici pripadaju skupini centralnih bantu jezika zone S. Obuhvaća jezike 
- ronga ili gironga [rng], ukupno 722.000;
- tsonga ili Shangana, t(h)onga [tso], ukupno 3.669.000 u Južnoafričkoj Republici, Mozambiku, Esvatiniju i Zimbabveu;
- tswa ili Kitshwa [tsc], ukupno 1.180.000 govornika, od čega većina u Mozambiku.[1]

## Vanjske poveznice
- Ethnologue (14th)
- Ethnologue (15th)